# إد دي غوي
إد دي غوي (بالهولندية: Ed de Goeij)‏ مواليد 20 ديسمبر 1966 في جودة، جنوب هولندا، هو لاعب كرة قدم هولندي سابق كان يلعب كحارس مرمى. سبق له أن لعب في كأس العالم لكرة القدم مع منتخب بلاده. لعب خلال مسيرته 559 مباراة سجل خلالها 0 أهداف.

## المسيرة الاحترافية

### أندية لعب لها
- سبارتا روتردام
- فاينورد
- تشيلسي
- ستوك سيتي

## روابط خارجية
- إد دي غوي على موقع الاتحاد الدولي (مؤرشف)  (الإنجليزية)
- إد دي غوي على موقع الاتحاد الأوربي (الإنجليزية)
- إد دي غوي على موقع قاعدة بيانات كرة القدم.إي يو (الإنجليزية)
- إد دي غوي على موقع ناشيونال فوتبول تيمز (الإنجليزية)
- إد دي غوي على موقع Soccerbase.com (لاعب) (الإنجليزية)
- إد دي غوي على موقع عالم كرة القدم.نت (الإنجليزية)